# Omobranchus obliquus
Omobranchus obliquus és una espècie de peix de la família dels blènnids i de l'ordre dels perciformes.

## Morfologia
- Els mascles poden assolir 5,6 cm de longitud total.[1][2]

## Reproducció
És ovípar.

## Hàbitat
És un peix marí de clima tropical i associat als esculls de corall.

## Distribució geogràfica
Es troba des de les Illes Nicobar fins a Samoa, les Illes Mariannes, Nova Caledònia, Palau i l'est de les Illes Carolines.